# Angolo tra due curve
L'angolo tra due curve che si incontrano in un punto è il minore dei due angoli formati dalle rette tangenti alle due curve in quel punto.
Perché quest'angolo esista, le due curve devono essere sufficientemente regolari in un intorno del punto di intersezione, ovvero entrambe devono ammettere una retta tangente nel punto. Questa definizione non è limitata a due curve appartenenti ad un piano, ma si estende a curve che giacciono in spazi a tre o più dimensioni.
Due curve sono dette ortogonali in un punto quando il loro angolo in un punto d'intersezione è un angolo retto. La relazione "due curve sono ortogonali in un punto" è simmetrica.
Nel caso in cui le due curve siano delle circonferenze con esattamente due punti in comune, l'angolo tra di esse è uguale in entrambi i punti.
Nella geometria analitica nel piano la formula per trovare l'angolo γ tra due curve di coefficiente angolare m1 e m2 è:
{\displaystyle \tan \gamma =\left|{\frac {m_{1}-m_{2}}{1+m_{1}m_{2}}}\right|}